# Orthiostola citharoda
Orthiostola citharoda är en fjärilsart som beskrevs av Edward Meyrick 1928. Orthiostola citharoda ingår i släktet Orthiostola och familjen Plutellidae. Inga underarter finns listade i Catalogue of Life.